# Тюгурюк (селище)
Тюгурюк (рос. Тюгурюк) — село Усть-Коксинського району, Республіка Алтай Росії. Входить до складу Усть-Коксинського сільського поселення.
Населення — 334 особи (2015 рік).